# Articolo 21, liberi di...
Articolo 21, liberi di... è un'associazione aperta italiana nata il 27 febbraio 2002 che riunisce giornalisti, scrittori, registi, giuristi che si propongono di "promuovere il principio della libertà di manifestazione del pensiero", oggetto proprio dell'Articolo 21 della Costituzione italiana da cui l'associazione prende il nome.

## Organigramma
I fondatori dell'associazione sono l'ex presidente del Parlamento europeo David Sassoli, i giornalisti Federico Orlando (già collaboratore di Indro Montanelli) e Sergio Lepri (già direttore dell'ANSA), il deputato Italia dei Valori Giuseppe Giulietti e l'avvocato Tommaso Fulfaro.
I direttori di Articolo 21.info sono Giorgio Santelli e Stefano Corradino. Dal 21 dicembre 2017 è presidente dell'associazione Paolo Borrometi, giornalista minacciato dalla mafia e costretto a vivere sotto scorta. Barbara Scaramucci è presidente onorario, mentre la portavoce ufficiale è Elisa Marincola.
Dopo l'elezione dell'ex portavoce, Giuseppe Giulietti, a presidente della Federazione Nazionale Stampa Italiana  e la scomparsa dell'ex presidente, Federico Orlando. L'assemblea ha eletto alla presidenza Barbara Scaramucci, confermato Elisa Marincola nel ruolo di portavoce, Stefano Corradino come direttore del sito e Tommaso Fulfaro come segretario, designato in qualità di garanti Giuliano Montaldo, Sergio Lepri e Vincenzo Vita.
Fra le altre adesioni all'associazione si ricordano Piero Marrazzo, Sandro Curzi, Giuliano Montaldo, Sergio Staino, Giovanna Melandri, Paolo Serventi Longhi, Vincenzo Vita.

## Attività
Articolo 21 organizza e partecipa a convegni in difesa della libertà di stampa in Italia, ed è co-organizzatrice della Marcia per la pace Perugia-Assisi.
L'associazione si è impegnata per porre all'attenzione pubblica italiana diversi casi di cronaca internazionale come l'omicidio di Giulio Regeni, dottorando dell'Università di Cambridge rapito, torturato e ucciso nel 2016 in Egitto dalla polizia. La Repubblica riporta che Articolo 21 "è stata per la famiglia la scorta mediatica per smontare le falsità costruite e dette su Giulio" ed è stata promotrice dell'installazione di una "panchina gialla" sull'Isola della Certosa di Venezia in memoria del ricercatore assassinato.
L'associazione ha anche seguito il caso dell'omicidio di Andrea Rocchelli, fotoreporter ucciso dall'esercito ucraino nel 2014 ad Andreevka, durante la guerra del Donbass nell'est dell'Ucraina.
Articolo 21 ha seguito il caso di Mario Paciolla, giornalista assassinato nel 2020 in Colombia durante l'esercizio delle sue funzioni di osservatore ONU dell'accordo tra governo colombiano e FARC. Anna Motta e Pino Paciolla, genitori del giornalista, sono i presidenti onorari di Articolo21 Campania.
Nel febbraio 2024 l'associazione ha lanciato una campagna mediatica per richiedere la liberazione di Julian Assange, giornalista australiano che si trovava nel carcere di massima sicurezza di Belmarsh, il quale aveva rivelato casi di torture e detenzioni illegali da parte degli Stati Uniti a seguito degli attentati dell'11 settembre 2001, o dei crimini commessi nella guerra in Iraq.
L'associazione partecipa al progetto "Avvocato di strada", che ha l'obiettivo di fornire consulenza e assistenza legale gratuita alle persone vulnerabili, come coloro che vivono per strada.